# تشارلز إل. لويس
تشارلز إل. لويس (بالإنجليزية: Charles L. Lewis)‏ هو سياسي أمريكي، ولد في 3 أكتوبر 1966 في توسان في الولايات المتحدة، وتوفي في 8 أغسطس 2004 في سان دييغو في الولايات المتحدة.